# Minh Tiến, Ngọc Lặc
Minh Tiến là một xã thuộc huyện Ngọc Lặc, tỉnh Thanh Hóa, Việt Nam.
Xã có diện tích 19,17 km², dân số năm 1999 là 5794 người, mật độ dân số đạt 302 người/km².